# Yuri Gazinski
Yuri Aleksándrovich Gazinski (en ruso: Ю́рий Алекса́ндрович Гази́нский; pronunciación en ruso: [ˈjʉrʲɪj ɐlʲɪˈksandrəvʲɪtɕ gɐˈzʲinskʲɪj]; Komsomolsk del Amur, Unión Soviética, 20 de julio de 1989) es un futbolista ruso. Juega como centrocampista y se encuentra sin equipo tras abandonar el F. C. Krasnodar.

## Selección nacional
Ha sido internacional con la selección de fútbol de Rusia en 21 ocasiones y ha convertido un gol. El 14 de junio de 2018, se convirtió en el autor del primer gol de la XXI edición de la Copa del Mundo disputada en Rusia al abrir el marcador en el partido inaugural contra Arabia Saudita, que terminó en victoria por 5-0 a favor de los anfitriones.

### Participaciones en Copas del Mundo
| Mundial                        | Sede  | Resultado        | Partidos | Goles |
| ------------------------------ | ----- | ---------------- | -------- | ----- |
| Copa Mundial de Fútbol de 2018 | Rusia | Cuartos de final | 4        | 1     |

### Participaciones en Copas Confederaciones
| Copa                           | Sede  | Resultado      | Partidos | Goles |
| ------------------------------ | ----- | -------------- | -------- | ----- |
| Copa FIFA Confederaciones 2017 | Rusia | Fase de grupos | 0        | 0     |

## Clubes
| Club                            | País  | Año       | Partidos | Goles |
| ------------------------------- | ----- | --------- | -------- | ----- |
| Smena Komsomolsk del Amur       | Rusia | 2007-2010 | 70       | 10    |
| F. C. Luch-Energiya Vladivostok | Rusia | 2010-2012 | 51       | 3     |
| F. C. Torpedo Moscú             | Rusia | 2012-2013 | 29       | 3     |
| F. C. Krasnodar                 | Rusia | 2013-2022 | 282      | 14    |
| F. C. Ural                      | Rusia | 2022-2024 | 28       | 5     |
| F. C. Krasnodar                 | Rusia | 2024-2025 | 7        | 1     |

## Palmarés

### Títulos nacionales
| Título                | Club            | País  | Año  |
| --------------------- | --------------- | ----- | ---- |
| Liga Premier de Rusia | F. C. Krasnodar | Rusia | 2025 |